# Henry Roujon
Pour les articles homonymes, voir Roujon.
Joseph Henry Roujon, né le 1er septembre 1853 à Paris et mort le 1er juin 1914 dans la même ville, est un haut fonctionnaire, essayiste et romancier français.

## Biographie
En 1882, Guy de Maupassant lui dédie la nouvelle Pierrot. Il est secrétaire de Jules Ferry, puis directeur des Beaux-Arts de 1891 à 1903. Ce poste de direction des Beaux-Arts le rend responsable de certaines censures, comme celle de certaines mesures de l'opéra Pelléas et Mélisande de Claude Debussy.
En 1899, il est élu membre libre de l’Académie des beaux-arts, dont il devient secrétaire perpétuel en 1903. Il est élu membre de l’Académie française en 1911.
Il est inhumé au cimetière de Passy (14e division).
Son fils, Jacques Roujon (1884-1971), critique littéraire et biographe, est directeur du Petit Parisien de 1941 à 1944.

## Principales publications
- Miremonde, roman, 1895 Texte en ligne
- Le Voyage en Italie de M. de Vandières et de sa compagnie (1749-1751), 1900
- Au milieu des hommes, 1906
- L'Académie des beaux-arts in Les grandes institutions de France : l’Institut de France, 2 vol., 1907
- La Galerie des bustes, recueil de chroniques parues dans le journal Le Temps, 1908 Texte en ligne
- Dames d’autrefois, 1911
- Artistes et amis des arts, 1912 Texte en ligne

- Henry Roujon et Émile Bertaux, « Les collections Jacquemart-André », L'Illustration,‎ décembre 1913, p. 30-53 (lire en ligne).
- Les peintres illustres, 5 vol., v. 1914

- dir de collection, les peintres illustres plus de 27 numéros, Paris, Pierre Lafitte éd.
- En marge du temps, recueil de chroniques parues dans le journal Le Temps, 1928 Texte en ligne